# Celama dentilinea
Celama dentilinea är en fjärilsart som beskrevs av George Francis Hampson 1909. Celama dentilinea ingår i släktet Celama och familjen trågspinnare. Inga underarter finns listade i Catalogue of Life.